# Hydropsyche viduata
Hydropsyche viduata is een fossiele soort schietmot uit de familie Hydropsychidae.